# Ea Tir
Ea Tir là một xã thuộc huyện Ea H'leo, tỉnh Đắk Lắk, Việt Nam.

## Địa lý
Xã Ea Tir có 9.802 ha diện tích tự nhiên và 5.297 người. (Tính đến ngày 10/01/2020)
Địa giới hành chính xã Ea Tir: Đông giáp xã Ea Nam, huyện Ea H'leo và xã Cư Pơng, huyện Krông Búk; Tây giáp xã Ea Lê, xã Cư M'Lan, huyện Ea Súp; Nam giáp xã Ea Kuêh, huyện Cư M'gar và xã Cư Pơng, Cư Né, huyện Krông Búk; Bắc giáp xã Cư A Mung, Ea Khal, huyện Ea H'leo.

## Hành chính
Xã Ea Tir có 9 thôn, buôn, bao gồm 6 thôn: 1, 2, 3, 4, Bình Minh, Bình Sơn và 3 buôn: Drăn, Tiêu A, Tiêu B.

## Lịch sử
Xã Ea Tir được thành lập vào tháng 8 năm 2007 trên cơ sở điều chỉnh 9.802 ha diện tích tự nhiên và 3.239 người của xã Ea Nam.